# Đền thờ Jerusalem

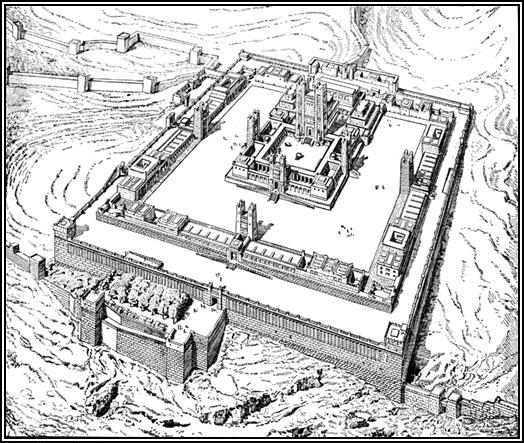
Bản vẽ kế hoạch tái thiết Thánh điện dựa trên dự ngôn của tiên tri Ezekiel.

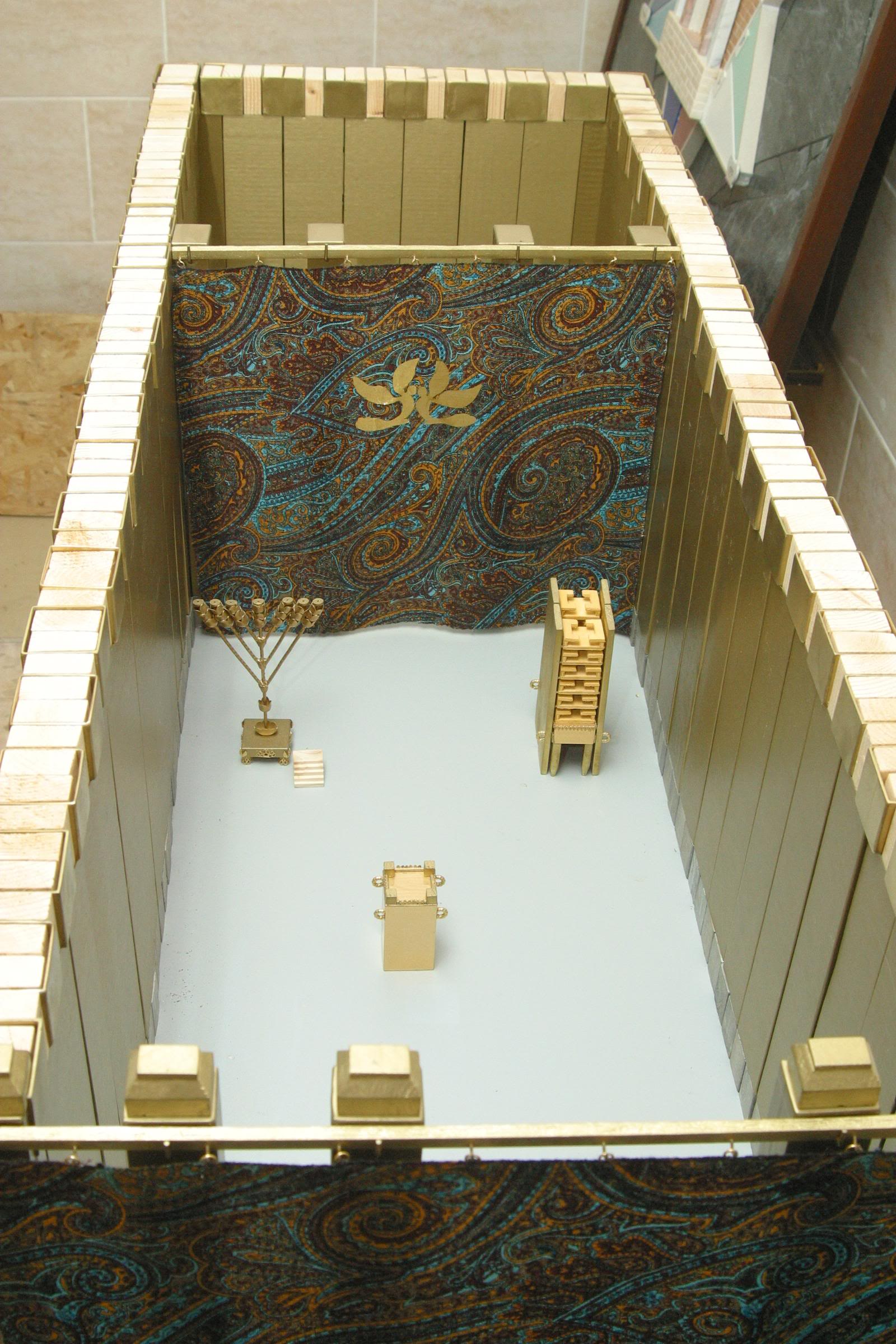
Căn cứ vào Kinh Torah, đã tái thiết Thánh điện Mishkan, do Michael Osnis xây dựng mô hình. Các Thánh vật của hòm Torah (en) giống với Thánh điện Thứ hai : phía trước là đàn thờ dâng hương, phía sau là thất chúc đài (en) và một bàn bánh trưng bày, giống như một toà tháp do các bánh mì xếp chồng lên nhau. Tiếp sau là nơi Chí Thánh (chữ Do Thái: קֹדֶשׁ הַקֳּדָשִׁים kodesch ha-kodaschim).

Thánh điện Jerusalem (chữ Anh: Holy Temple in Jerusalem, chữ Hebrew: בֵּית־הַמִּקְדָּשׁ, chữ Ả Rập: بيت المقدس), hoặc gọi Đền thờ ở Jerusalem, gọi tắt Thánh điện, đền Thánh, là nơi tế tự tối cao của người Israel cổ đại. Việc xây dựng Thánh điện bắt đầu vào năm 967 TCN - năm thứ tư Solomon làm vua, trải qua 7 năm, Thánh điện Solomon hoàn thành ở Jerusalem vào năm 960 TCN, Jerusalem luôn luôn là trung tâm và thành phố thần thánh nhất của tín ngưỡng Do Thái giáo. Nó lập tức trở thành nơi sùng bái thờ phượng Đức Chúa Trời, cũng trở thành biểu trưng của dân tộc Israel. Jerusalem trong lịch sử từng xuất hiện hai toà Thánh điện, hiện đã bị phá huỷ. Lần thứ nhất bị phá huỷ vào ngày 16 tháng 08 năm 586 TCN, Thánh điện Thứ Nhất bị Nebuchadnezzar II - quốc vương Babylon, phá huỷ; lần thứ hai bị phá huỷ vào năm 70, Thánh điện Thứ Hai bị Titus - tướng lĩnh của Đế quốc La Mã, phá huỷ. Nơi Chí Thánh của Thánh điện Jerusalem trước khi bị phá huỷ có giấu cất hòm Giao Ước, là chốn thần thánh nhất của Do Thái giáo, chỉ có thầy tế lễ thượng phẩm mới có đủ tư cách mỗi năm một lần bước vào nơi Chí Thánh.

## Tóm tắt

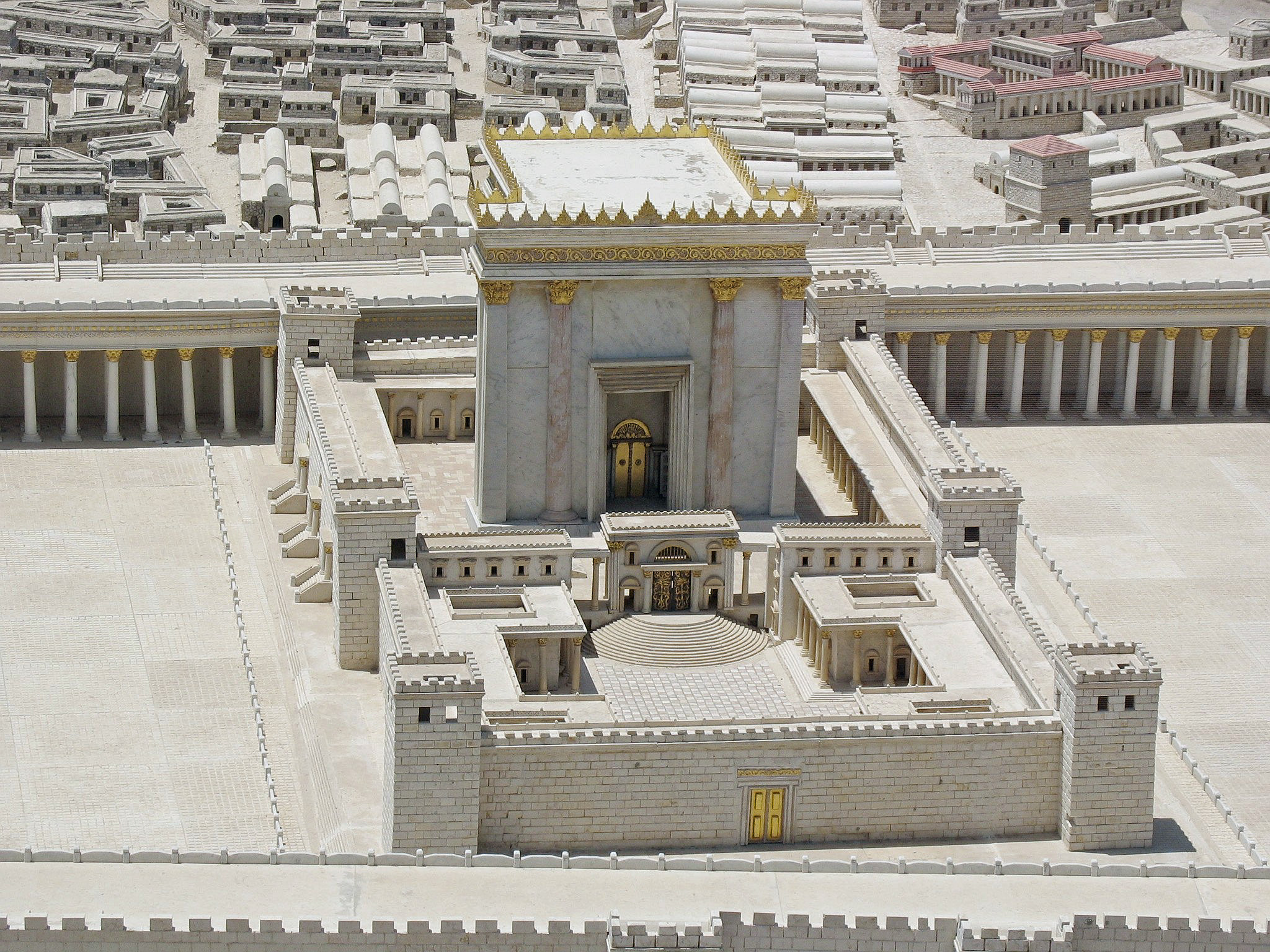
Mô hình Thánh điện Thứ hai.

Vào thời đại Vương quốc Israel, David - quốc vương thứ hai, đã chuẩn bị sẵn nguyên vật liệu để xây dựng Thánh điện. Thánh điện Thứ Nhất do Solomon, quốc vương kế vị, đã khởi công xây dựng tại núi Moriah (en). Vì vậy, Thánh điện Thứ Nhất còn gọi là Thánh điện Solomon, Thánh điện dài khoảng 30 mét, rộng khoảng 10 mét, cao khoảng 15 mét. Sau khi khánh thành Thánh điện, toà Thánh điện trở thành nơi sùng bái thờ phượng Thượng đế Jehovah, cũng trở thành biểu trưng của dân tộc Israel. Mãi đến năm 586 TCN, Vương quốc Tân Babylon tàn phá Jerusalem, Thánh điện bị phá huỷ.
Năm 539 TCN, Đế quốc Ba Tư đã lật đổ Vương quốc Tân Babylon. Vua Ba Tư Cyrus II ban bố sắc chỉ, cho phép người Do Thái quay về Jerusalem tái thiết Thánh điện vào năm 537 TCN. Do quá trình tái thiết hoàn toàn không thuận lợi, toà Thánh điện Thứ Hai hoàn công vào năm 515 TCN. Vào năm 37 TCN, Thánh điện được vua Herod mở rộng. Mãi đến năm 70, người Do Thái bạo loạn quy mô lớn (en), vì hành động tàn bạo của họ đối với dị tộc cho nên họ bị Đế quốc La Mã đàn áp, tướng lĩnh Titus của La Mã cầm quân vây đánh Jerusalem, Thánh điện bị đốt phá, chỉ chừa lại một đoạn tường vây ở phía tây, chính là Bức tường Than Khốc ngày nay. Sau khi đốt phá, Đế quốc La Mã đã xây lợp lên một ngôi miếu thờ thần Jupiter (en) ngay trên di chỉ Thánh điện, đem tỉnh Do Thái (en) đổi tên thành Palestine. Năm 637, sau khi Islam giáo chiếm đóng Palestine, cho xây dựng Nhà thờ Hồi giáo Omar (en) ở trên di chỉ Thánh điện và khởi công xây dựng Nhà thờ Hồi giáo Al-Aqsa gần sát đó.
Ngày 29 tháng 07 năm 2001, "Trung thành đồi Thánh Điện" (en) - đoàn thể tôn giáo cực đoan của người Do Thái, cử hành nghi thức ngắn gọn tại một bãi đỗ xe ở bên ngoài Cổng Maghrebi (en), một trong những cổng thành Jerusalem, để kỉ niệm Thánh điện Thứ Nhất và Thánh điện Thứ Hai bị ngoại tộc đốt phá, đồng thời cử hành nghi thức đặt móng mang tính biểu tượng cho cuộc tái thiết Thánh điện Thứ ba. Kết quả là, nghi thức khởi công xây dựng đã dẫn đến cuộc xung đột bạo lực giữa Israel và Palestine, cuối cùng khiến cho 41 người biểu tình và 15 viên cảnh sát Israel bị thương, ngoài ra có 27 người biểu tình bị bắt.

## Thánh điện Thứ Nhất
Khoảng năm 956 TCN, Vua Solomon của Vương quốc Liên hiệp Hebrew Thống nhất đã khởi công xây dựng Thánh điện của Do Thái giáo tại Jerusalem, theo di nguyện của Vua David, phụ thân ông. Thánh điện được xây dựng trên một ngọn núi tên là núi Moriah (hiện gọi là đồi Thánh Điện) tại Jerusalem. Thánh điện dài khoảng 30 mét, rộng khoảng 10 mét, cao khoảng 15 mét, kiến trúc cốt lõi là nơi Chí Thánh. Sau khi khánh thành Thánh điện, ngay lập tức trở thành trung tâm tế tự của người Do Thái, là nơi tế tự tối cao của người Israel cổ đại, cho nên nghi thức hiến tế lên Thượng đế đều cử hành tại Thánh điện. Sử gọi là "Thánh điện Solomon" hoặc "Thánh điện Thứ Nhất".
Việc kiến tạo và khánh thành Thánh điện tại Jerusalem là một sự kiện vô cùng quan trọng trong lịch sử dân tộc Do Thái, là việc đại sự trong đời sống tín ngưỡng Do Thái giáo. Tín ngưỡng tôn giáo và ý thức dân tộc của người Do Thái vì Thánh điện mà được tăng cường. Từ lúc hoàn thành Thánh điện này cho đến lúc huỷ diệt Thánh điện này được gọi là "Thời kì Thánh điện Thứ Nhất" trong lịch sử dân tộc Do Thái. Cũng chính bởi vì sự tồn tại của Thánh điện, Jerusalem được coi là kinh thành của Vương quốc Liên hiệp Hebrew Thống nhất từ đó trở thành trung tâm trong tâm trí của dân tộc Do Thái. Địa vị "Thành Thánh" của Jerusalem từ đó mà xác lập.
Năm 597 TCN, quốc vương Tân Babylon Nebuchadnezzar II cầm quân đánh phá Jerusalem, bắt cóc vua Judah Jehoiakim, lập Zedekiah làm quốc vương bù nhìn. Sau 10 năm, Vương quốc Judah toan tính mượn lực lượng Ai Cập nhằm làm phản Tân Babylon, dẫn đến Nebuchadnezzar II một lần nữa cầm quân thảo phạt. Năm 586 TCN, trước mũi tiến công lớn mạnh của Tân Babylon, Vương quốc Judah vô lực đối đầu cho nên gặp phải tai hoạ trầm trọng, không những kinh thành Jerusalem bị đánh phá, Thánh điện mang biểu trưng Do Thái giáo cũng bị vua Tân Babylon Nebuchadnezzar II hạ lệnh tàn phá. Vua Judah mất nước cùng với hàng vạn nhân sĩ và học giả thượng tầng người Do Thái bị kẻ xâm lược bắt cóc đến Babylon xa vạn dặm, trải qua cuộc sống giống như tù binh, sử gọi là "Phu tù tại Babylon". Đúng lúc Thánh điện Thứ Nhất bị phá huỷ, đồng nghĩa "Thời kì Thánh điện Thứ Nhất" trong lịch sử dân tộc Do Thái" đã kết thúc.

## Thánh điện Thứ Hai

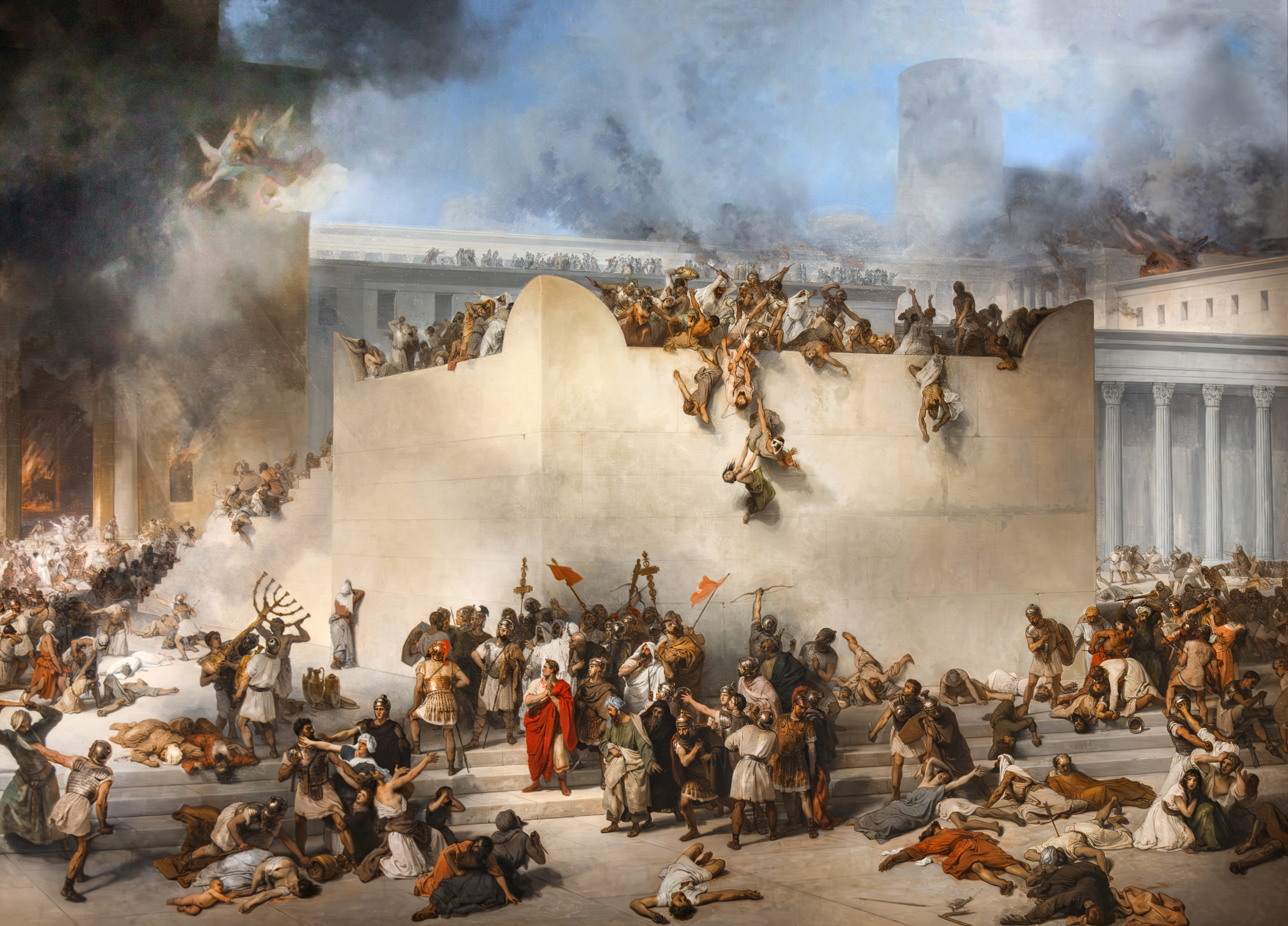
Thánh điện Thứ Hai bị phá huỷ, tranh do hoạ sĩ Francesco Hayez vẽ vào năm 1867.

Năm 538 TCN, Đế quốc Ba Tư nổi lên ở khu vực Tây Á chẳng ngờ rằng đã nhanh chóng chinh phục Đế quốc Tân Babylon, vua Ba Tư giành chiến thắng là Cyrus II lấy chính sách khoan dung hiếm có mà đối đãi lương thiện với người Do Thái đã trải qua cuộc sống bị áp bức và sỉ nhục, cho phép người Do Thái trở về quê nhà của họ. Đối với những người Do Thái trở về quê nhà dưới sự thúc đẩy của ý thức tôn giáo và dân tộc mà nói, việc tái thiết Thánh điện bị phá huỷ hiển nhiên là nhiệm vụ cấp bách trước mắt. Mặc dù công tác tái thiết Thánh điện là "một bất ngờ, ba trắc trở", nhưng dưới sự lãnh đạo của thầy tế lễ tối cao Joshua và tiên tri Haggai, Thánh điện cuối cùng đã xây xong vào năm 516 TCN, trải qua 20 năm, sử gọi là "Thánh điện Thứ Hai". Mặc dù quy mô và ngoại hình của Thánh điện Thứ Hai không hùng vĩ và hoành tráng như Thánh điện Thứ Nhất, nhưng bản thân việc Thánh điện được tái thiết có ý nghĩa rất lớn. Nó tượng trưng cho tinh thần tái sinh bất khuất, không sờn lòng của dân tộc Do Thái, cũng tượng trưng dân tộc Do Thái chịu phải tai hoạ trầm trọng đã có đủ năng lực trỗi dậy trở lại.
Đến năm 37 TCN, thời kì vua Herod cầm quyền, diện tích toạ lạc Thánh điện được mở rộng, các bức tường được gia cố. Năm 67, người Do Thái đã bùng phát cuộc khởi nghĩa chống người La Mã, nhưng đến năm 70, Jerusalem - trung tâm chính trị của người Do Thái lúc bấy giờ, cuối cùng bị quân đội La Mã đánh phá, những kẻ La Mã phá thành đã phóng hoả đốt phá Thánh điện Thứ Hai, chỉ chừa lại một đoạn tường vây ở phía tây (ngày nay gọi là "Bức tường Phía Tây" hoặc "Bức tường Than Khốc"). Thời kì Thánh điện Thứ Hai đã kết thúc.
Trong lịch sử, một bộ phận người Do Thái luôn có ý tưởng kiến tạo Thánh điện Thứ Ba. Ngày 29 tháng 07 năm 2001, "Trung thành đồi Thánh Điện" (en) - đoàn thể tôn giáo cực đoan, cử hành nghi thức ngắn gọn tại một bãi đỗ xe ở bên ngoài Cổng Maghrebi (en) của thành phố cổ Jerusalem, đồng thời để kỉ niệm Thánh điện Thứ Nhất và Thánh điện Thứ Hai bị ngoại tộc huỷ diệt, họ đã cử hành nghi thức đặt móng mang tính biểu tượng cho cuộc tái thiết Thánh điện Thứ Ba. Nhưng xét thấy tình thế Trung Đông, Chính phủ Israel hoàn toàn không ủng hộ cách làm này, cho nên ý tưởng đó cuối cùng là "bàn bạc binh pháp trên giấy".
Trong những năm tháng tồn tại Thánh điện, chi phái Levi trong dân tộc Do Thái trở thành tầng lớp tư tế của Do Thái giáo. Tư tế luôn được coi là lãnh đạo tinh thần của dân tộc Do Thái, bất luận tư tế hệ Aaron chiếm địa vị cao hay là tư tế hệ Levi chiếm địa vị thấp, đều lấy nghĩa vụ thần thánh của họ đối với Thánh điện và nghi thức tế tự có quy định nghiêm ngặt để thống trị xã hội Do Thái do giáo lí Do Thái giáo ràng buộc và lấy Thánh điện làm trung tâm. Không chỉ như thế, tư tế còn là trọng tài các sự vụ xã hội và là nhà chấp pháp tiến hành kiểm soát văn hoá đối với những người họ tộc. Đến thời đại La Mã, phe Thánh điện nắm quyền lấy tư tế làm đại biểu, đã hợp thành phe Sadducees trong lịch sử Do Thái cùng với quý tộc thượng lưu và doanh nhân giàu có bị Hi Lạp hoá. Về phương diện chính trị, phe Sadducees về cơ bản hèn hạ khuất phục trước sự thống trị của người La Mã. Về phương diện sinh hoạt, phe Sadducees lấy Thánh điện làm trung tâm sinh hoạt có kết cấu tổ chức nghiêm ngặt. Trong tâm trí của họ, Thánh điện là trung tâm thần thánh và thuần khiết, càng lìa xa trung tâm này, thế giới càng trở nên ô uế. Phe Sadducees vì nguyên do Thánh diện bị phá huỷ mà tiêu vong.

Đồng dạng bởi vì sự tồn tại của Thánh điện, thế giới mới có truyền thống đem Jerusalem gọi là Thành Thánh, đem vùng đất Canaan cổ xưa gọi là Thánh địa. Việc phân chia, sắp xếp đẳng cấp "thánh khiết" của Do Thái giáo cũng có tiêu chuẩn. Trong 10 đẳng cấp "thánh khiết", nơi Chí Thánh trong Thánh điện được tán tụng là đẳng cấp tối cao, đẳng cấp càng cách xa nó thì càng thấp.